# Parókás makákó
A parókás makákó (Macaca radiata) a cerkóffélék családjába (Cercopithecidae), azon belül pedig a cerkófmajomformák alcsaládjába (Cercopithecinae) tartozó faj.

## Előfordulása
India déli részének trópusi erdeiben honos.

### Urbanizáció
A városokban is szoktak előfordulni, ott ellopják az élelmiszereket és egyebeket, a hindu vallásban a majom szent állat, szokták az emberek is etetni. A templomokban is szívesen látják, még akkor is, ha dühös.

## Megjelenése
A parókás makákónak két alfaja van a Macaca radiata radiata és a Macaca radiata diluta, az utóbbi alfajnak világos a hasa, az első alfajnak meg sötétebb a hasa. A faj névadó jellegzetessége a parókaszerű szőrzete a fején. Szőrzete szürkésbarna és aranybarna. Hossza a farok nélkül 35–60 cm, a nőstény testtömege 3.9 kg, a hím testtömege 6.7 kg.

## Életmódja
Nappal aktív 30 fős csapatokban élő majomfaj, amibe hierarchia van, aminek élén az alfa hím és nőstény áll. Táplálékát hüllők, tojások, rovarok, levelek, gallyak, magvak, csonthéjasok, gyümölcsök, nektár és virágok alkotják. Természetes ragadozói a leopárd, a tigris, az ázsiai vadkutya, sasok, krokodilok és óriáskígyók. Élettartama a fogságban 35 év, a vadonban meg 27 év.

## Szaporodása
A párzási időszak regionálisan változó, ennek tetőpontja szeptember és október. A 168 napig tartó vemhesség végén az anyaállat 1 kölyöknek ad életet, „aki” 300-550 g tömegű. Az elválasztásra 6-7 hónapos korban kerül sor, 9-12 hónaposan már a kölyök önálló.